# Prakriti Maduro

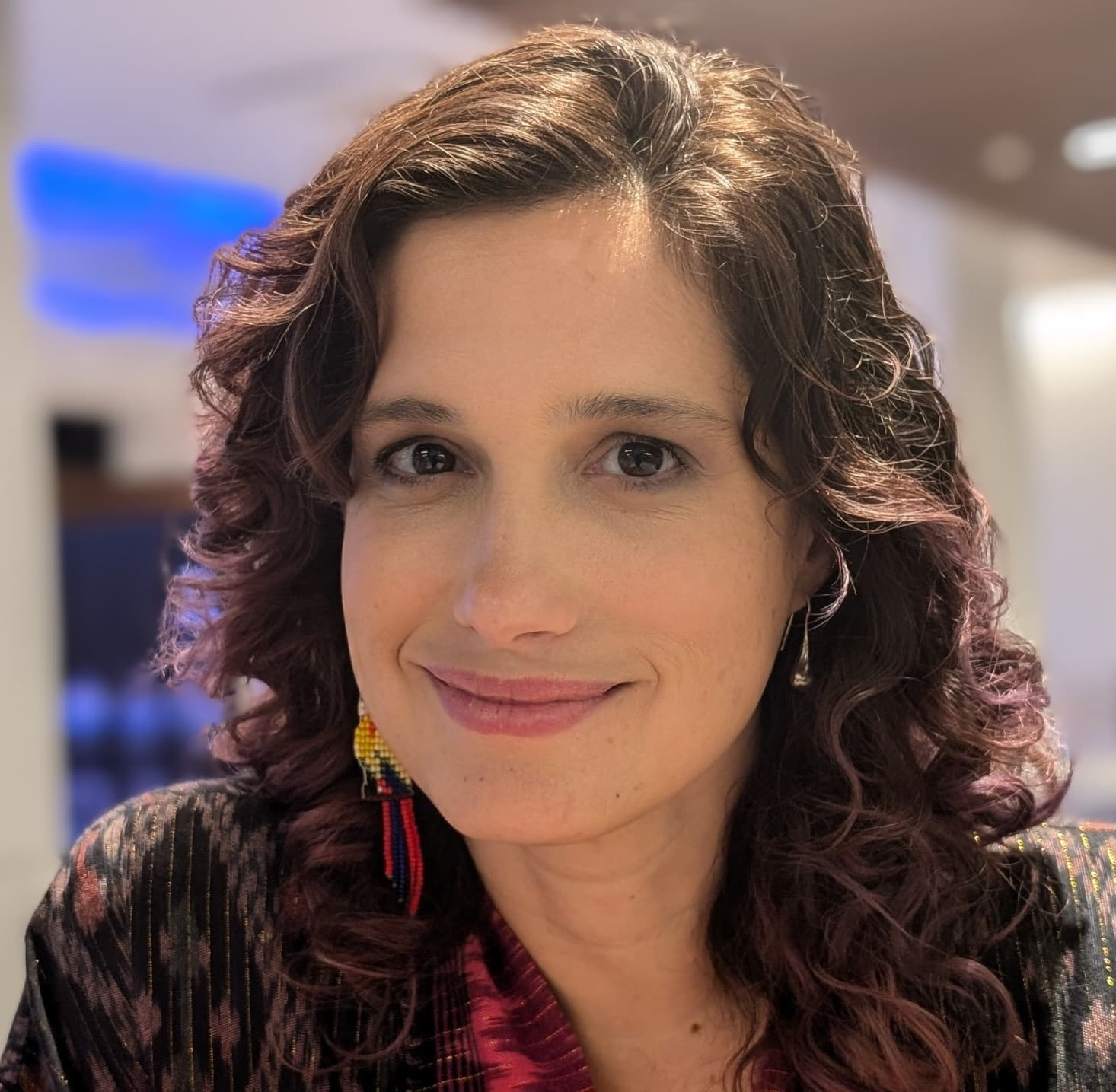
Prakriti Maduro

Prakriti Inti Maduro Martín (* 14. September 1980 in Caracas) ist eine venezolanische Schauspielerin und Regisseurin.

## Leben und Karriere
Prakriti Maduro wurde 1980 in der venezolanischen Hauptstadt Caracas geboren. Ihr Filmdebüt gab sie 1998 in einer Episode der Fernsehserie Reina de corazones. Sie spielt fast ausschließlich in venezolanischen Fernsehproduktionen. International bekannt wurde sie in der 2010 inszenierten venezolanisch-kubanisch-französischen Filmkomödie Havanna Eva, in der sie die weibliche Hauptrolle der kubanischen Näherin Eva spielte. 2010 trat Prakriti Maduro für den Kurzfilm I Wanna Shine erstmals als Regisseurin und Produzentin in Erscheinung.

## Filmografie (Auswahl)
- 1998: Reina de corazones (Fernsehserie)
- 2004: Estrambótica Anastasia (Fernsehserie)
- 2006: Mujer de mundo (Fernsehserie)
- 2007: Mi gorda bella (Fernsehserie)
- 2010: Havanna Eva (Habanna Eva)
- 2011: Cortos Interruptus
- 2011: Reveròn
- 2013: Las bandidas (Fernsehserie)